# Rödhuvad domherre
Rödhuvad domherre (Pyrrhula erythrocephala) är en asiatisk fågel i familjen finkar inom ordningen tättingar. Den förekommer i bergstrakter i Himalaya. IUCN kategoriserar den som livskraftig.

## Utseende och läte
Rödhuvad domherre är en medelstor (17 cm) domherre med kort böjd näbb och lång kluven stjärt. Hanen har orangerött på hjässa, nack och bröst medan manteln är grå. Honan är gulfärgad på hjässa och nacke, med grått bröst och grå mantel. Sången är en mörk och mjuk serie som i engelsk litteratur återges "terp-terp-tee" eller "heer-t-yeer, heer-t-yeer, yeer-phew".

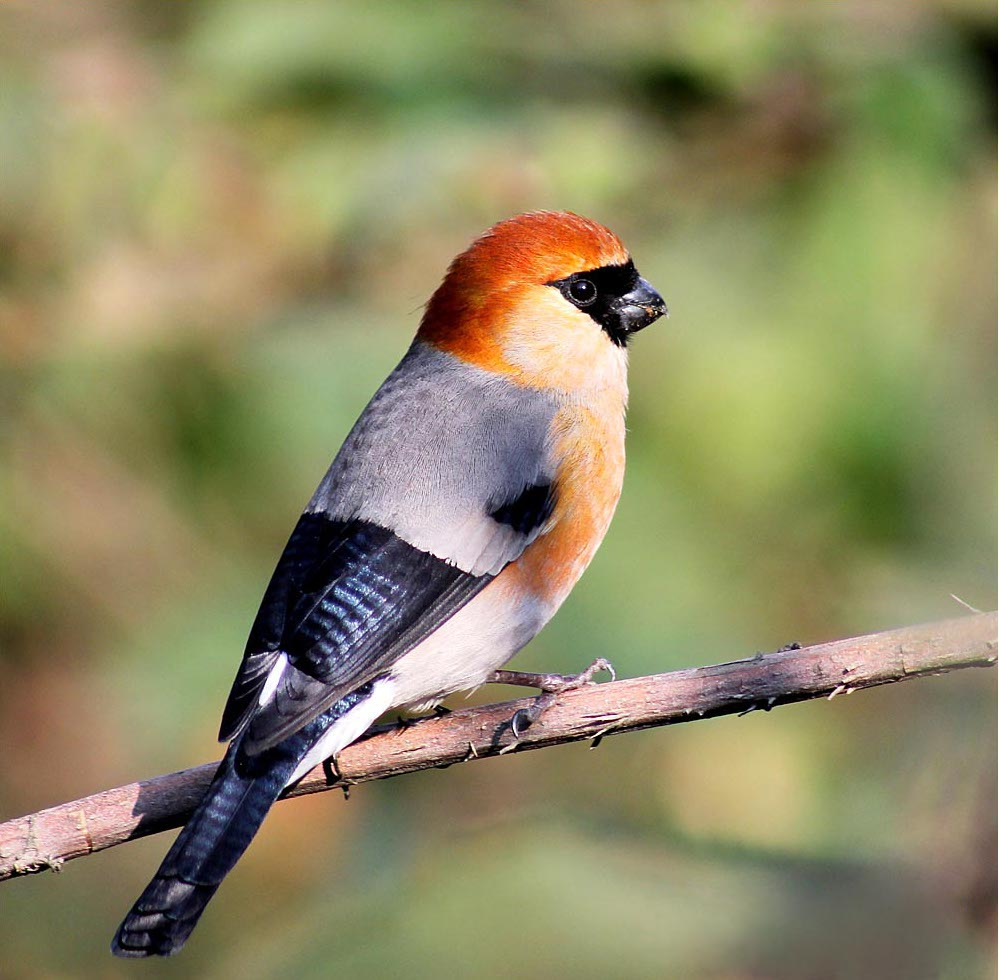
Hane.

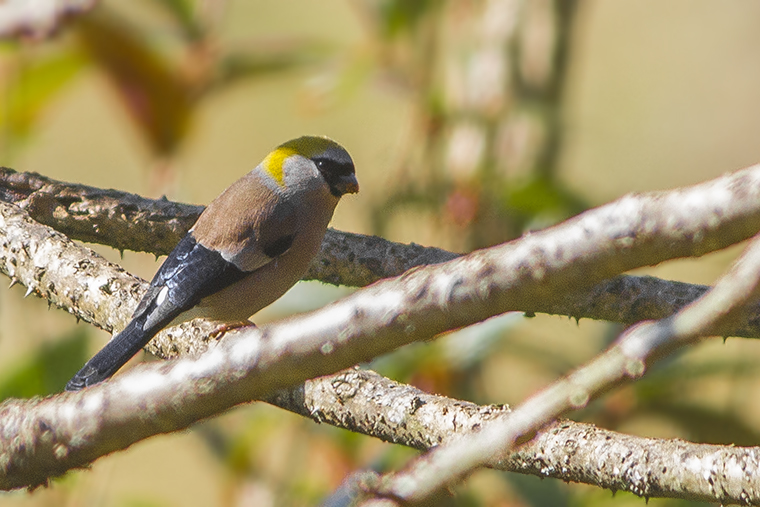
Hona.

## Utbredning och systematik
Fågeln förekommer i bergstrakter i norra Pakistan, norra Indien och sydöstra Tibet. Om den faktiskt förekommer i Pakistan är omdiskuterat. Den är en stannfågel men genomför lokala förflyttningar i höjdled. Den behandlas som monotypisk, det vill säga att den inte delas in i några underarter. Arten är systerart till gråhuvad domherre (Pyrrhula erythaca).

## Levnadssätt
Rödhuvad domherre förekommer i skogsområden i bergstrakter på mellan 2700 och 4200 meter. Den lever mestadels av frön från olika träd och örter som björk, pil, skräppor och nässlor. Fågeln häckar åtminstone i maj, juli och augusti. Boet är en skål gjord av kvistar, växtdelar, rötter och lavar som placeras upp till tre meter ovan mark. Arten är stannfågel eller delvis höjdledsflyttare.

## Status och hot
Arten har ett stort utbredningsområde, men tros minska i antal, dock inte tillräckligt kraftigt för att den ska betraktas som hotad. Internationella naturvårdsunionen IUCN listar arten som livskraftig (LC). Världspopulationen har inte uppskattats men den beskrivs som vanlig eller ganska vanlig.

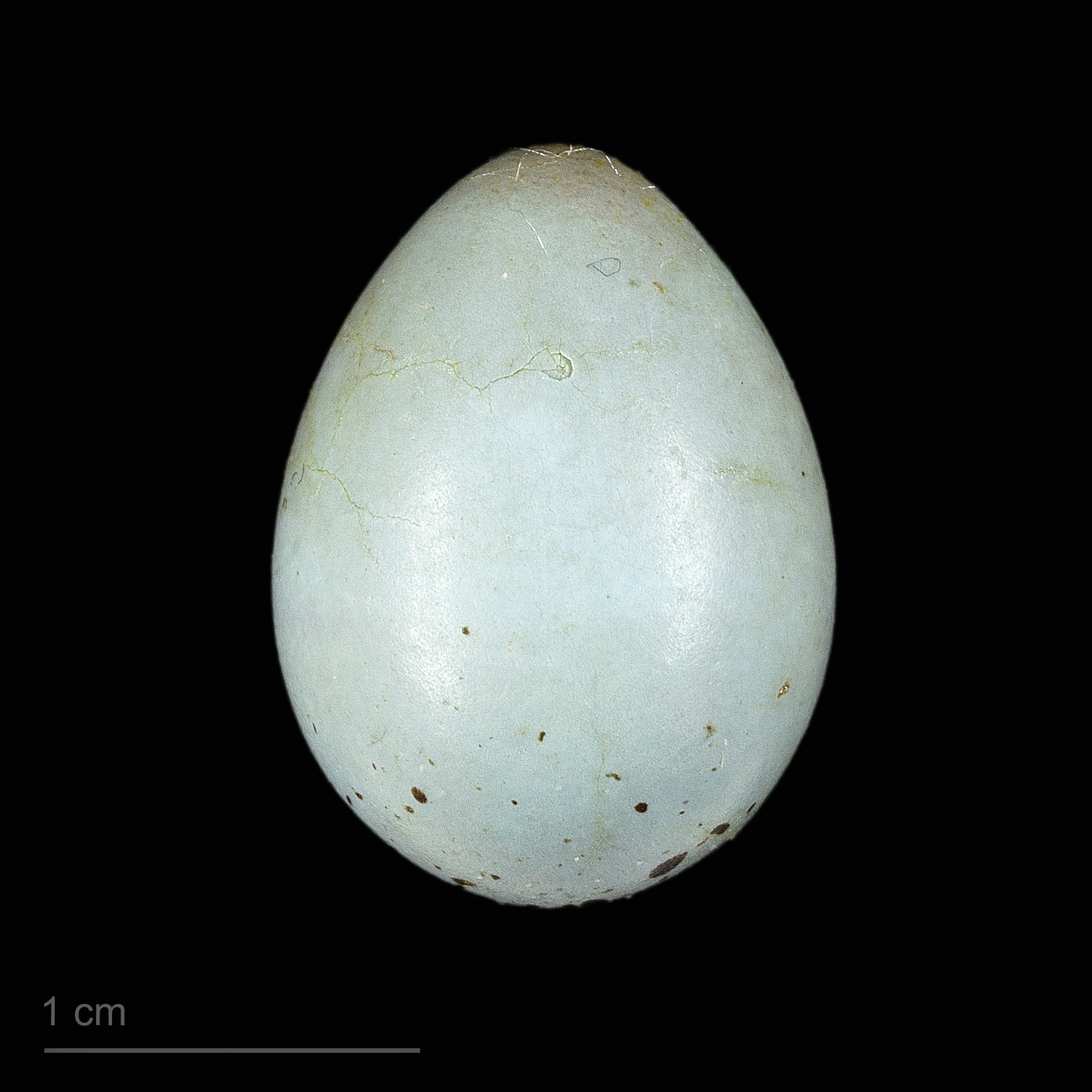
Pyrrhula erythrocephala